# NBA 2K19
《NBA 2K19》是一款模拟NBA籃球的電子遊戲，由Visual Concepts開發，2K Sports發行。《NBA 2K19》是《NBA 2K18》的續作，也是第20代《NBA 2K》系列的遊戲。本遊戲於2018年9月11日發行，支援Windows、PlayStation 4、Xbox One和任天堂Switch等平台。北美標準版以密爾瓦基公鹿隊的揚尼斯·安戴托昆波為封面，而20週年紀念版則是以洛杉磯湖人隊的雷霸龍·詹姆士為封面。紐澳版以2018年最佳新秀——費城76人隊的班·西蒙斯為封面。
本版游戏为亦為《NBA 2K》系列首次增加中文語音旁白，由知名篮球解说员杨毅、杨建和苏群担任；同時，在「生涯模式」中还加入了中国CBA联赛的虛擬故事。
本遊戲上市後大致獲得好評，但遊戲中加入的微交易功能則受到不少批評。